# Ricochet (Countryband)
Ricochet ist eine US-amerikanische Countryband.

## Bandgeschichte
Anfang der 90er Jahre waren Jeff und Junior Bryant, zwei Söhne von Countrygitarrist Jimmy Bryant zusammen in der Band Lariat. Kurz nachdem Heath Wright als Sänger dazugestoßen war, löste sich die Band 1993 auf und die drei beschlossen, unter dem Namen Ricochet weiterzumachen. Mit Greg Cook, Teddy Carr und Eddie Kilgallon wuchs die Band auf sechs Mitglieder an und begann damit, durch den Süden und Westen der Vereinigten Staaten zu touren.
Über die Beziehungen ihres Managers kamen sie 1995 zu einem Plattenvertrag mit Columbia Records und nahmen ihr nach der Band benanntes Debütalbum auf. Daneben tourten sie als Vorband von Merle Haggard, Doug Stone und Charlie Daniels. Im Frühjahr 1996 erschien das Album, es kam zwar nur auf Platz 14 der Countrycharts, hielt sich dort aber über ein Jahr und erreichte Gold-Status. Es konnte sich auch in den offiziellen Albumcharts platzieren. Zum Erfolg trugen die Singles bei: Daddy’s Money war ein Nummer-eins-Hit bei den Hot Country Songs, What Do I Know und Love Is Stronger Than Pride erreichten die Top 10 und Ease My Troubled Mind noch Platz 20.
Im Juni 1997 erschien bereits das nächste Album Blink of an Eye, das aber nicht an den ersten Erfolg heranreichte. Auch die drei Singleauskopplungen erreichten keine vorderen Chartränge mehr. Im Jahr darauf veröffentlichten sie weitere Singles mit mäßigem Erfolg, das geplante Album What a Ride kam nicht zustande, auch weil mit Jeff Bryant, der am Karpaltunnelsyndrom erkrankte, und Teddy Carr zwei Mitglieder die Band verließen. Es dauerte bis 2000, bis mit What You Leave Behind das dritte Columbia-Album erschien. Es erreichte nur noch für eine Woche Platz 71 unter den Countryalben und brachte noch zwei kleinere Hits.
Danach endete die Zusammenarbeit mit dem Label und weitere Mitglieder verließen die Band. Es folgten noch weitere Veröffentlichungen und Ricochet tourte weiter mit neuen Musikern um den verbliebenen Gründer Heath Wright, in den Charts waren sie seitdem aber nicht mehr zu finden.

## Mitglieder
ursprüngliche Besetzung
- Heath Wright (Sänger)
- Jeff Bryant (Schlagzeug)
- Junior Briant (Geige, Mandoline)
- Greg Cook (Bassgitarre)
- Teddy Carr (Steel Guitar)
- Eddie Kilgallon (Keyboard, Rhythm Guitar, Saxophon)

weitere Mitglieder
- Tim Chewning (ab 1999, Schlagzeug)
- Shannon Farmer (ab 1999, Steel Guitar)

## Diskografie

### Alben
| Jahr | Titel                 | Höchstplatzierung, Gesamtwochen, AuszeichnungChartplatzierungen (Jahr, Titel, Platzierungen, Wochen, Auszeichnungen, Anmerkungen) | Höchstplatzierung, Gesamtwochen, AuszeichnungChartplatzierungen (Jahr, Titel, Platzierungen, Wochen, Auszeichnungen, Anmerkungen) | Anmerkungen |
| Jahr | Titel                 | US | Country | Anmerkungen |
| ---- | --------------------- | --- | --- | ----------- |
| 1996 | Ricochet              | US101 Gold · (17 Wo.)US | Country14 (69 Wo.)Country |             |
| 1997 | Blink of an Eye       | — | Country24 (14 Wo.)Country |             |
| 2000 | What You Leave Behind | — | Country71 (1 Wo.)Country |             |

### Livealben
- 2004: The Live Album

### Kompilationen
- 2008: Ricochet Reloaded — Hits/Plus
- 2012: Ricochet 15 Years of Hits and Counting

### Singles
| Jahr | Titel Album                                          | Höchstplatzierung, Gesamtwochen, AuszeichnungChartsChartplatzierungen (Jahr, Titel, Album, Platzierungen, Wochen, Auszeichnungen, Anmerkungen) | Anmerkungen |
| Jahr | Titel Album                                          | Country | Anmerkungen |
| --- | ---------------------------------------------------- | --- | ----------- |
| 1995 | What Do I Know Ricochet                              | Country5 (21 Wo.)Country |             |
| 1996 | Daddy’s Money Ricochet                               | Country1 (20 Wo.)Country |             |
| 1996 | Love Is Stronger Than Pride Ricochet                 | Country9 (20 Wo.)Country |             |
| 1997 | Ease My Troubled Mind Ricochet                       | Country20 (16 Wo.)Country |             |
| 1997 | He Left a Lot to Be Desired Blink of an Eye          | Country18 (20 Wo.)Country |             |
| 1997 | Blink of an Eye                                      | Country39 (13 Wo.)Country |             |
| 1998 | Connected at the Heart Blink of an Eye               | Country44 (10 Wo.)Country |             |
| 1998 | Honky Tonk Baby                                      | Country58 (4 Wo.)Country |             |
| 1998 | Can’t Stop Thinkin’ ’Bout That                       | Country52 (15 Wo.)Country |             |
| 1999 | Seven Bridges Road                                   | Country48 (15 Wo.)Country |             |
| 2000 | Do I Love You Enough What You Leave Behind           | Country45 (15 Wo.)Country |             |
| 2000 | She’s Gone What You Leave Behind                     | Country48 (16 Wo.)Country |             |
| Folgende Lieder erschienen nicht als Single, wurden aber durch das Album zum Download und Streaming bereitgestellt und konnten somit eine Platzierung erlangen: |                                                      | |             |
| |                                                      | |             |
| 1996 | The Star-Spangled Banner NASCAR: Hotter Than Asphalt | Country58 (1 Wo.)Country |             |
| 1996 | Let It Snow, Let It Snow, Let It Snow                | Country39 (18 Wo.)Country |             |

Weitere Singles
- 2001: Freedom Isn’t Free
- 2008: I Had to Be Me
- 2009: Feel Like Fallin’